# Družba Jezusova

Družba Jezusova oziroma jezuiti ali jezusovci je skupnost moških redovnikov rimskokatoliške cerkve. Leta 1534 jo je ustanovila skupina diplomirancev pariške univerze, ki jo je vodil Ignacij Lojolski. Uradno ime skupnosti jezuitov je Družba Jezusova iz latinskega Societas Iesu.
Na svetu je danes okoli 21.000 jezuitov, katerih geslo je »Vse v večjo Božjo slavo« (latinsko Ad maiorem Dei gloriam).

## Zgodovina skupnosti

### Nastanek
Družbo Jezusovo je leta 1534 ustanovil Ignacij Lojolski. S šestimi somišljeniki so v Parizu dali obljube uboštva in čistosti. Odločili so se, da grejo misijonarit v Sveto deželo. Vojna med Benečani in Turki jim je preprečila to namero, zato so začeli delovati po mestih na severu Italije. Pridružilo se je več novih članov, zato so zaprosili papeža Pavla III. za priznanje in usmeritev reda. Leta 1540 jo je papež potrdil kot red katoliških duhovnikov. Edini vir dohodka je bila miloščina. Za vrhovnega predstojnika (generala) je bil izvoljen Lojolski, ki je preostanek življenja preživel v Rimu. Tam je pisal Pravila reda (Konstitucije) in vodil hitro napredujoči red.

#### Značilnosti
Za novi red je bila značilna močna centralizacija. Vse voditelje reda je imenoval general, čigar mandat je bil dosmrtni. Konstitucije niso predpisovale nobene posebne redovniške obleke, telesne pokore, postov in skupnih  molitev pri vsakodnevnem bogoslužju. Lojolskemu so bili pomembni novinci, za katere je zahteval skrben izbor in trdo urjenje. Čez čas je postala običajna priprava dolga 15 let. Poudarjal je pokorščino in povezanost s papeštvom. Glavna skrb je bila namenjena notranjemu življenju vsakega jezuita. To je temeljilo na meditaciji in Duhovnih vajah. Namen molitve naj bi bil, da človeka okrepi za oznanjevanje vere drugim.

### Širjenje reda
Čeprav je bila Lojolskijeva glavna skrb kakovost jezuitov, se je red množično širil. Leta 1556 je bilo jezuitov več kot 1000. Večinoma so delovali v Španiji, na Portugalskem in v Italija. Bili so tudi v Franciji, v Indiji, v Braziliji in v Afriki.
Leta 1626 jih je bilo več kot 15.000. Naslednjih 130 let je njihovo število naraščalo. Delovali so po vsem svetu.

### Izgon jezuitov
V 18. stoletju so bili očetje jezuiti številni in bogati, veljali so za cerkveno aristokracijo; v vsej katoliški polovici Evrope je izbrani cvet mladine obiskoval njihove šole; usmerjali so mišljenje kraljev in kraljic; imeli so svoje misijone na Kitajskem, imeli so glavno besedo v španskih ter portugalskih kolonijah Južne Amerike. V nekaj letih pa se je ta mogočnost zrušila.
Očitali so jim, da je bila njihova morala preveč prizanesljiva, vedno pripravljena k transakcijam, nagnjena k prilagoditvam; kako je njihova nadrobna kazuistika kaj primerna, da jo obrnejo v svoj prid grešniki; kako je njihov bog slaboten in pristranski, saj podeljuje svojo milost tistim, ki ga zanjo ne prosijo in najde v še takih človeških napakah nagib za upravičenje; kako so bili dosti preveč zapleteni v stvari tega sveta, na nebesa pa so pozabljali. Čeprav očitki niso bili novi, so bili vse bolj številčni in poudarjeni. 
Prvi spopad na evropskih tleh se je odvil na Portugalskem, kjer je José de Carvalho e Mello, ki ga je 1750 v ministrstvo poklical kralj Jožef II., sprožil reformiranje Portugalske, pri čemer je nastopil zoper ovire državni oblasti. Tako se je med drugim spopadel z jezuitskim redom. 1757 jim je prepovedal, da bi smeli biti še dalje spovedniki kraljevske družine, leto kasneje jim je prepovedal pridigati in spovedovati. 3. septembra tistega leta so izvedli atentat na kralja Jožefa II., v zaroto so vpletli jezuite in jih izgnali.
V Franciji so za obračun izrabili delo patra Berruyera z naslovom Historie du Peuple de Dieu (Zgodovina božjega ljudstva), katerega prvi del je izšel 1728, drugi 1753. V njem je med drugim pisal, da so svetopisemski teksti nejasni, da ne predstavljajo enotnega in skladnega zgodovinskega dela, da v njih ne manjka dvoumnosti, katere je treba razložiti. Čeprav so patra formalno obsodili njegovi predstojniki, je graja zavoljo pohujšanja padla na ves jezuitski red. Jezuite so nekoliko kasneje obsodili, da niso nič drugega kot preoblečeni deisti. 18. novembra 1764 je kralj Francije izključil jezuite iz svojega kraljestva.
Leta 1766 je ljudska vstaja, imenovana upor klobukov, prestrašila kralja Karla III., ki je čez noč zapustil Madrid. Ko so jo zadušili, so krivce med drugim našli pri jezuitih. Kralj je objavil odlok, ki je vključeval zasedbo jezuitskih hiš in izgon iz dežele. 
Paul Hazard, francoski zgodovinar, ocenjuje, da so bili jezuiti po vsej Evropi postavljeni v nemilost zavoljo dveh lastnosti 18. stoletja:
- širjenje idej razsvetljenstva in
- volje držav, da se dokončno ločijo od cerkvenega vpliva in oblasti.[3]